# Пирехм
Пирехм (др.-греч. Πυραίχμης) — персонаж древнегреческой мифологии. Вождь пеонов из города Амидон (Ἀμυδών) в Македонии на реке Аксиос, местоположение которого точно не известно. Союзник Трои. Гомер ничего не говорит о происхождении Пирехма. Диктис Критский называет его сыном Аксия (Эпонима реки Аксио́с (греч. Αξιός) в современной Македонии). Убит Патроклом, одетым в доспехи Ахиллеса, когда Патрокл атаковал запаниковавших троянцев. Пирхем был на корабле Протесилая, когда Патрокл бросил копье в середину скопления врагов. Согласно Диктису Критскому, Пирехма убил Диомед поразив его ударом копья в лоб.